# Pasi Sormunen
Pasi Sormunen (né le 8 mars 1970 à Kauniainen) est un joueur finlandais de hockey sur glace. Lors des Jeux olympiques d'hiver de 1994, il remporte la médaille de bronze.

## Palmarès
- Médaille de bronze aux Jeux olympiques de Lillehammer en 1994